# اون‌گیو
اون‌گیو (کره‌ای: 은교) همچنین در برخی کشور با نام یک موش (انگلیسی: A Muse) نیز شناخته می‌شود، یک فیلم اروتیک عاشقانه اقتباسی محصول سال ۲۰۱۲ کره جنوبی بر پایه رمان اون‌گیو اثر پارک بوم شین است. داستان این فیلم در مورد شاعری ۷۰ ساله است که عاشق دختری دبیرستانی می‌شود و داستان کوتاهی با الهام از او می‌نویسد اما شاگرد او که به این رابطه حسادت می‌کند، اثر ادبی او را می‌دزدد.

## بازیگران
- پارک هه ایل در نقش لی جوک یو
- کیم مو یول در نقش سو جی وو
- کیم گو اون در نقش هان اون گیو
- جونگ مان شیک در نقش رئیس پارک
- جانگ یون شیل در نقش گزارشگر
- جونگ سو این در نقش صاحبخانه
- آن مین یونگ در نقش شاعر